# EL DORADO (アルバム)
『EL DORADO』（エル ドラド）は、1999年8月18日にリリースされた、ロックバンドARBの14枚目のスタジオ・アルバム。

## 収録曲
全作詞：石橋凌　編曲：ARB（特記以外），桜井鉄太郎（5,7,8,10），佐久間正英（9）
1. これから…
作曲：内藤幸也
2. LONESOME RYDER
作曲：内藤幸也
3. EL DORADO
作曲：内藤幸也
4. グロリアが聴こえる
作曲：EBI
5. RESPECT THE NIGHT
作曲：石橋凌
6. SOULFUL DAY
作曲：内藤幸也
7. Nightmare Slayer
作曲：EBI
8. MIDNIGHT STRANGER
作曲：EBI
9. 反逆のブルースを歌え
作曲：石橋凌
10. 人として
作曲：石橋凌